# Trái phiếu Arirang
Trái phiếu Arirang là một loại trái phiếu bằng đồng won được các tổ chức nước ngoài phát hành ở Hàn Quốc. Tên gọi là Arirang, đặt theo một bài hát dân ca Triều Tiên. Thị trường cho trái phiếu Arirang cực kỳ nhỏ bé, chỉ chiếm ít hơn 0,2% tổng giá trị trái phiếu phát hành ở Hàn Quốc. Ngân hàng Phát triển châu Á là đơn vị đầu tiên phát hành trái phiếu Arirang, với số lượng trái phiếu 80 tỷ won trong 7 năm.